# Domingo Pino
Domingo Segundo Pino Aravena (Cauquenes, 10 de marzo de 1922-2 de diciembre de 1986) fue un futbolista chileno. Jugó de defensa lateral izquierdo, en Magallanes, Colo-Colo y la selección de Chile. Fue campeón con Colo-Colo en 1947.

## Trayectoria
Comenzó en el Independiente de Cauquenes como wing izquierdo. Participó en los seleccionados de su ciudad, y por emergencia fue ubicado como defensa, quedándose en esa posición. En 1941 llegó a Magallanes, y en 1943 llegó a ser titular.
En 1946 Colo-Colo pagó 180 000 pesos a Magallanes por su pase, el precio más alto del fútbol chileno.

## Selección nacional
Fue internacional con la selección de Chile en 1946 en el Sudamericano de Buenos Aires. Jugó el partido inicial con Uruguay, pero tuvo un incidente con el árbitro brasileño Mário Vianna, fue expulsado de la cancha e inhabilitado de jugar el resto del campeonato.

### Participaciones en Campeonatos Sudamericanos
| Sudamericano                 | Sede      | Resultado     | PJ | G |
| ---------------------------- | --------- | ------------- | -- | - |
| Campeonato Sudamericano 1946 | Argentina | Quinto puesto | 1  | 0 |

## Clubes
| Club       | País  | Año       |
| ---------- | ----- | --------- |
| Magallanes | Chile | 1941-1945 |
| Colo-Colo  | Chile | 1946-1949 |

## Palmarés

### Campeonatos nacionales
| Título           | Club      | País  | Año  |
| ---------------- | --------- | ----- | ---- |
| Primera División | Colo-Colo | Chile | 1947 |